# اوجاق‌قلی کندی
اوجاق قلی کندی یک روستا در ایران است که در دهستان ارشق غربی واقع شده‌است. اوجاق قلی کندی ۲۳ نفر جمعیت دارد.